# Cyclomia fumaria
Cyclomia fumaria är en fjärilsart som beskrevs av Jones 1921. Cyclomia fumaria ingår i släktet Cyclomia och familjen mätare. Inga underarter finns listade i Catalogue of Life.